# Desterro do Melo
Desterro do Melo is een gemeente in de Braziliaanse deelstaat Minas Gerais. De gemeente telt 3.302 inwoners (schatting 2009).

## Aangrenzende gemeenten
De gemeente grenst aan Alfredo Vasconcelos, Alto Rio Doce, Barbacena, Mercês, Santa Bárbara do Tugúrio en Senhora dos Remédios.